# Islands ekonomi
Islands ekonomi består till största delen av fiskeindustrin, som står för närmare 60% av landets varuexport och sysselsätter 8% av den arbetsföra befolkningen. Med undantag av kalk (som används i tillverkningen av cement), saknar Island helt naturresurser som är exporterbara, vilket innebär att ekonomin i landet är mycket känslig för förändringar i tillgång och efterfrågan av den befintliga exporten - fisket.
Landet har dock på senare år allt mer minskat sitt beroende på fiskeindustrin (exempelvis kan nämnas att i början av 90-talet stod fiskindustrin för över 80% av landets varuexport) till förmån för energikrävande industrier som aluminiumsmältverk. Detta har varit möjligt till stor del tack vare landets tillgång till billig energi både i form av geotermisk energi och vattenkraft. Uppförandet av dessa stora smältverk, och den kringliggande påverkan på miljö som följer med dessa, har dock varit väldigt kontroversiella i landet under de senaste åren.
Regeringen har tidigare ställt sig negativ till medlemskap i EU, eftersom man befarar att detta skulle leda till att kontrollen av fisket då skulle gå förlorad. Island sökte dock medlemskap i EU den 16 juli 2009. Detta var något som avbröts den 13 september 2013, och officiellt drogs ansökan tillbaka den 12 mars 2015 i och med ett uttalande från utrikesministern. Island är dock medlem i EES (Europeiska ekonomiska samarbetsområdet)
Under de senaste decennierna har utveckling dock även skett inom den isländska bioteknikindustrin, liksom inom den finansiella sektorn. Även turismen på ön ökar, i och med det stigande intresset för ekoturism.

## Islands jordbruk
Endast en hundradel av Islands yta är uppodlat, samt ytterligare en hundradel är betesmark. Att jordbruket är litet beror på att Island har en subarktisk växtlighet; traditionella europeiska utsäden klarar inte av öns klimat. Det har gjort att befolkningen av tradition har specialiserat sig på boskapsskötsel, i huvudsak får men också nötkreatur, samt uppfödandet av islandshästen. Den uppodlade marken består av vallväxter och potatis, även till viss del rovor. Dessa ger förhållandevis goda skördar, och dess växtperiod pågår i cirka fyra-fem månader. 
Island har en överproduktion av bland annat fårkött, tidigare också av mjölk, men kapaciteten försöks begränsas genom ekonomiska styrmedel, kvotsystem och bidragsfinansierad export. Den senare är främst ett sätt att bli av med överskottet. 
Svin och höns har också blivit vanligare än tidigare. Därtill görs experiment med nya köldtåliga grödor som korn och havre, och det satsas på växthusodlingar som kan värmas upp av geotermiska källor.
Jordbruksprodukterna konsumeras mest på Island, på grund av långa transporttider eller dyra flyg till andra länder. Det minskar dock importbehovet.

## Islands industri
Exportindustri behöver baseras på lokala resurser, särskilt i ett mer avlägset område, annars kommer transportkostnaderna ge industrin dålig konkurrenskraft gentemot andra länder.
Den viktigaste industrigrenen är förädlandet av fisken, främst till världsmarknaden, samt de binäringar den ger av hålla dessa fiskerifabriker och -båtar igång. Även djurhållningen ger jobb när man ska ta vara på fårens ull och övriga djurs skinn. För att hålla igång den isländska infrastrukturen behövs en massa produkter till hushållet, byggnaderna, vägarna och så vidare. Det ger jobb i mindre industrier från framställandet av färg till större för att producera konstgödsel, mineralull och cement.
En lättillgänglig energiresurs i vattenfall och geotermiska källor underlättar uppbyggandet av kraftintensiv industri där man importerar råvaror för vidareförädling. Sådan industri är mycket kapitalkrävande och brukar därför finansieras av utländska företag; ett exempel är Islands första aluminiumsmältverk i Straumsvík som uppfördes med hjälp av schweiziskt kapital där isländska staten var delägare. En annan stor industri är ferrosilikatanläggningen i Hvalfjördur, nordost om Reykjavik. Island har möjlighet att bygga mer vattenkraft än vad som går åt i landet. Tidigare fanns planer på elexport via en havskabel till övriga Europa, men inriktningen är nu att utnyttja all energi på Island. För att utnyttja energin har ett mycket stort aluminiumsmältverk (en mycket energikrävande industrityp) byggts cirka 2005-2008 i Reyðarfjörður på östkusten och ett mycket stort vattenkraftverk i bergen i närheten.

## Islands fiskegränser
Den isländska fiskezonen minskade från 1600-talet fram till mitten av 1800-talet, från 32 sjömil till 24 och sedan till 16 sjömil. I slutet av 1800-talet tillämpades en fyra sjömil bred zon men med tillägget att de större fjordarna var stängda för utlänningar. I början av 1900-talet kom Danmark och England överens om att tillämpa en fiskezon runt Island på tre sjömil och tio sjömil i fjordarna. Efter andra världskriget bestämde sig Island i Alltinget (år 1948) att dra den rakt ut fyra sjömil från kusten, även inkluderande uddar och skär. Internationella domstolen i Haag godkände detta beslut år 1952, trots Englands protester (avtalet med England upphörde år 1951). 1958 utvidgades den till 12 sjömil, enligt ett kommissionsförslag i FN:s regi två år tidigare. 1961 fick den laglig praxis, med ett engelskt undantag i tre år. 1972 utvidgades den till 50 sjömil och 1975 till 200 sjömil. Varje gång islänningarna försökte få kontroll över sitt fiskbestånd och rimliga fiskevatten, startade engelsmännen (tyskar fanns där också) så kallade torskkrig med bojkotter, flottbeskydd och dylikt. Islänningarna lyckades med sin kustbevakning och internationell rätt få rätt i sin rättmätiga utvidgning av fiskegränsen, även om det i vissa perioder har gett avbräck i ekonomin. Det ska förtydligas att engelsmännen representerades av storföretag som Unilever och att fiskegränserna i Atlanten ännu inte är helt färdigutstakade.